# Régression (film)
Pour les articles homonymes, voir Régression.
Pour plus de détails, voir Fiche technique et Distribution.
Régression (Regression) est un thriller horrifique américano-canado-espagnol coproduit, écrit et réalisé par Alejandro Amenábar et sorti en 2015.

## Synopsis
Hoyer, Minnesota, octobre 1990. John Gray se rend au commissariat de police. Sa fille, Angela, l'accuse d'avoir abusé sexuellement d'elle. Le père de famille, veuf depuis cinq ans, est alors interrogé par l'inspecteur Bruce Kenner et son chef. Malgré les accusations de sa fille, John Gray affirme qu'il n'en a aucun souvenir. L'inspecteur Bruce Kenner est chargé de l'enquête aidé du Dr Kenneth Raines, psychologue adepte de la méthode de régression, une technique psychologique utilisée pour faire revenir des souvenirs, des sensations, des images en faisant passer le patient d'un stade psychique supérieur à plus primitif.
Bruce rencontre ensuite Angela, qui s'est réfugié dans l'église du révérend Murray, depuis les accusations. L'inspecteur va peu à peu découvrir des rites sataniques impliquant parfois des abus sexuels ritualisés et des sacrifices. Il commence à suspecter certains de ces collègues et devient peu à peu paranoïaque. Il va plonger dans l'histoire d'une famille très étrange. Il parvient à retrouver Roy, le frère d'Angela, qui vit désormais à Pittsburgh. Des soupçons se portent ensuite sur Rose, la grand-mère.

## Fiche technique
Sauf indication contraire, les informations mentionnées dans cette section peuvent être confirmées par la base de données cinématographiques IMDb,  présente dans la section « Liens externes ».
- Titre original : Regression
- Titre français et québécois : Régression
- Réalisation et scénario : Alejandro Amenábar
- Musique : Roque Baños
- Direction artistique : Carol Spier
- Décors : Elinor Rose Galbraith
- Costumes : Anne Dixon
- Photographie : Daniel Aranyó
- Montage : Carolina Martínez Urbina
- Production : Alejandro Amenábar, Fernando Bovaira et Christina Piovesan
- Sociétés de production : First Generation Films, Himenóptero et Mod Producciones
- Société de distribution : The Weinstein Company
- Pays de production :  Espagne,  États-Unis et  Canada
- Langue originale : anglais
- Format : couleur - 2,35:1 - Dolby Atmos - 35 mm
- Genre : thriller, horreur, policier, drame
- Durée : 106 minutes
- Dates de sortie  : 
  - Canada, États-Unis: 28 août 2015
  - Espagne : 2 octobre 2015
  - France : 28 octobre 2015
- Classification[1] :
  - États-Unis : Rated R for disturbing violent and sexual content, and for language
  - France : interdit aux moins de 12 ans lors de sa sortie en salles

## Distribution
- Ethan Hawke (VF : Jean-Pierre Michaël ; VQ : Jean-François Beaupré) : Bruce Kenner
- Emma Watson (VF : Manon Azem ; VQ : Stéfanie Dolan) : Angela Gray
- David Thewlis (VF : Jean-François Vlérick ; VQ : Sébastien Dhavernas) : Dr Kenneth Raines
- Lothaire Bluteau (VF : Vincent Ropion ; VQ : Louis-Philippe Dandenault) : le révérend Murray
- Dale Dickey (VF : Odile Schmitt ; VQ : Chantal Baril) : Rose Gray
- David Dencik (VF : Christian Gonon ; VQ : Antoine Durand) : John Gray
- Devon Bostick (VF : Brice Ournac ; VQ : Xavier Dolan) : Roy Gray
- Aaron Ashmore (VF : Stéphane Pouplard ; VQ : Claude Gagnon) : George Nesbitt
- Peter MacNeill (VF : Patrick Raynal ; VQ : Jean-Marie Moncelet) : le chef de la police Cleveland
- Adam Butcher : Brody
- Jacob Neayem (VF : Nathanel Alimi) : Charlie
- Aaron Abrams : Farrell
- Catherine Disher : Kate
- Julian Richings : Tom
- Janet Porter : S. Cooper
Version française
  - Société de doublage : Dubbing Brothers
  - Direction artistique : Danielle Perret
  - Adaptation : Déborah Perret

 Source et légende : version française (VF) sur RS Doublage et d'après le carton de doublage français. Version québécoise (VQ) sur Doublage.qc.ca.

## Production

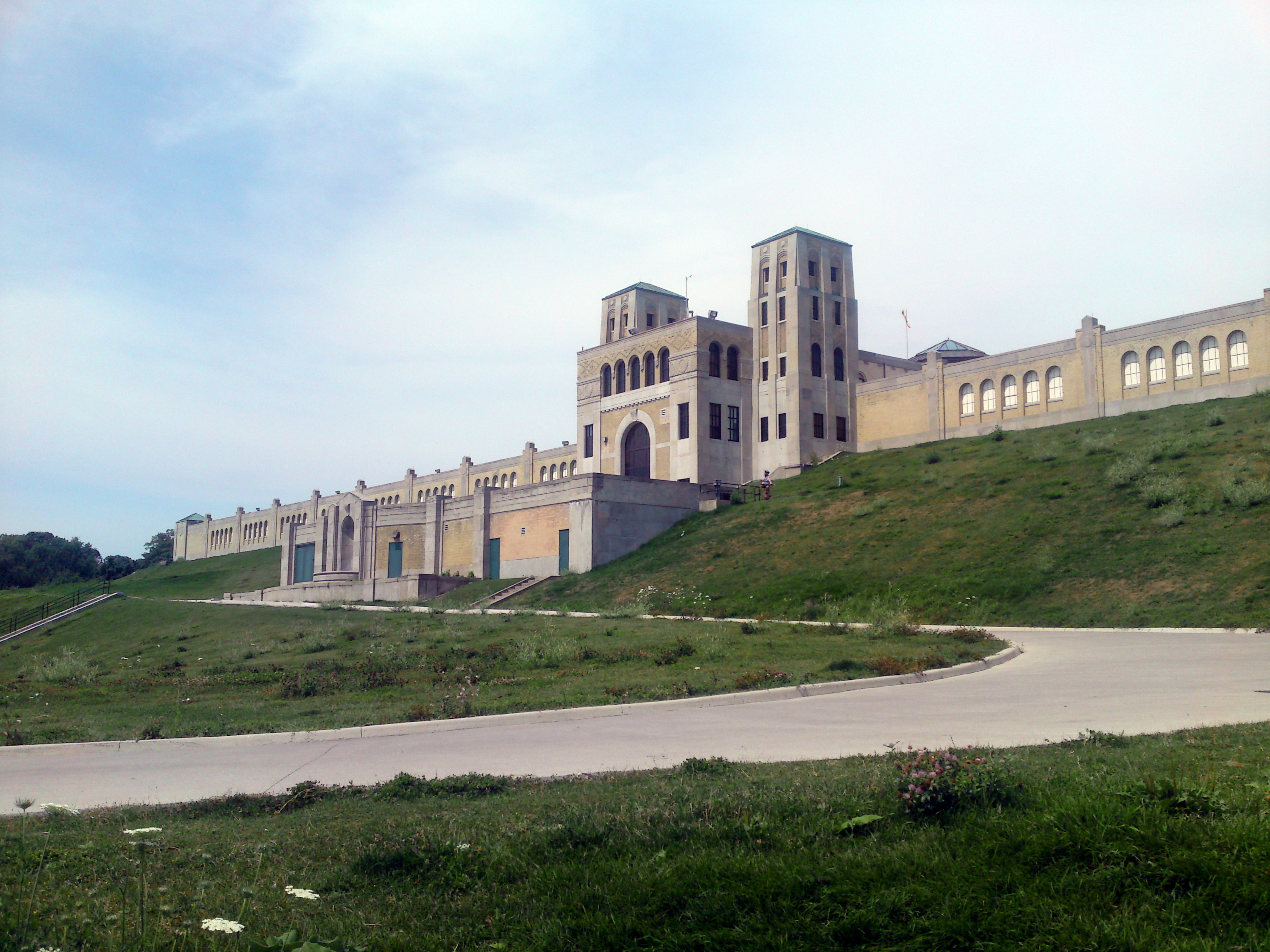
la station d'épuration de R. C. Harris à Toronto sert de décor pour la prison.

Le tournage a lieu dans l'Ontario (Mississauga, Newmarket, Toronto notamment les Pinewood Toronto Studios, Hamilton, Oakville, Newmarket).

## Accueil critique
L'Obs accorde seulement une étoile sur quatre, précisant qu'avec ce film au contraire du précédent, Alejandro Amenábar « s'égare » et se rapproche avec ce dernier « de la mauvaise série B ».

## Distinctions

### Sélection
Le film a fait l'ouverture du 63e festival de Saint-Sébastien.